# Browar restauracyjny

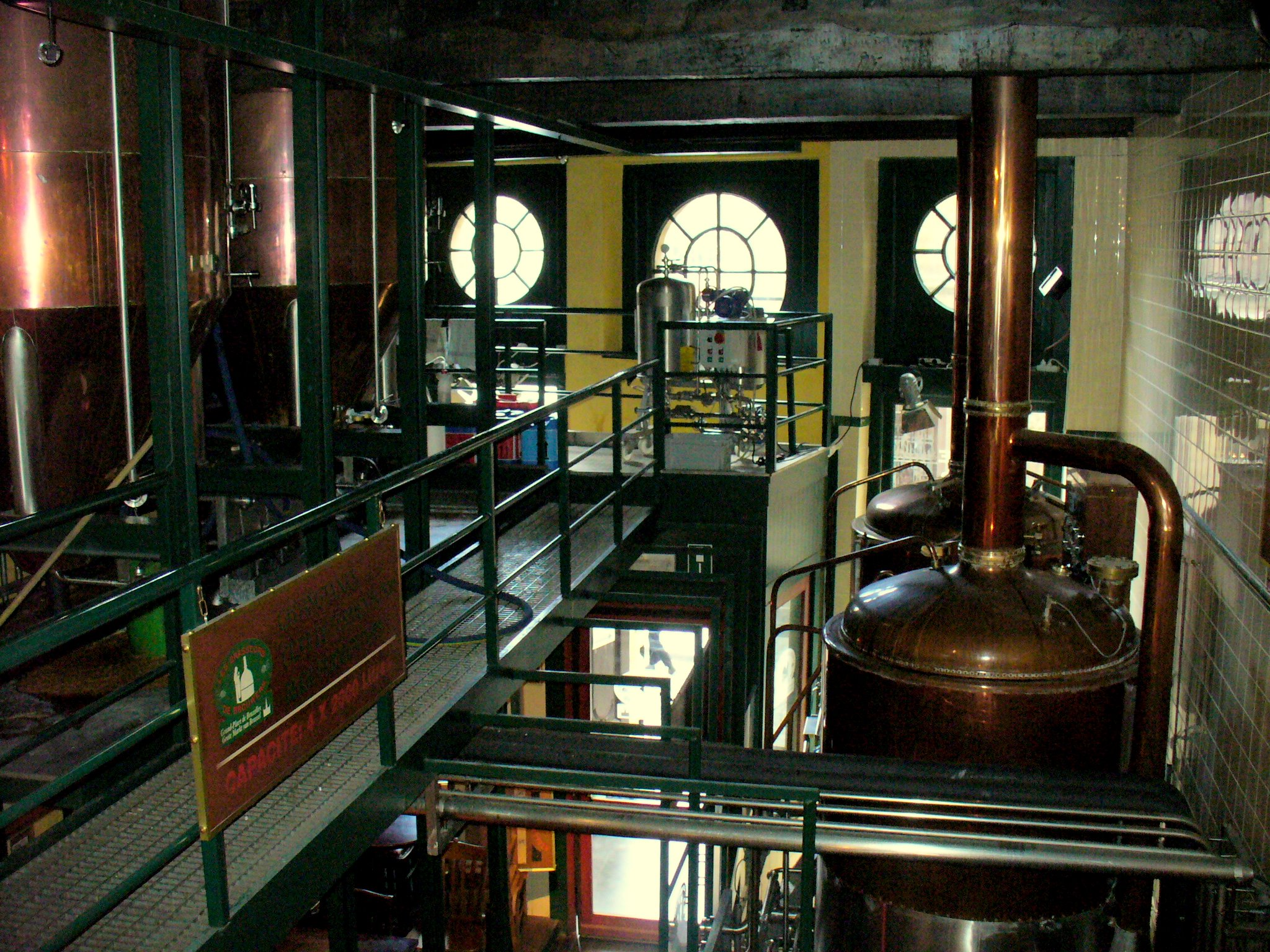
Grand Place w Brukseli

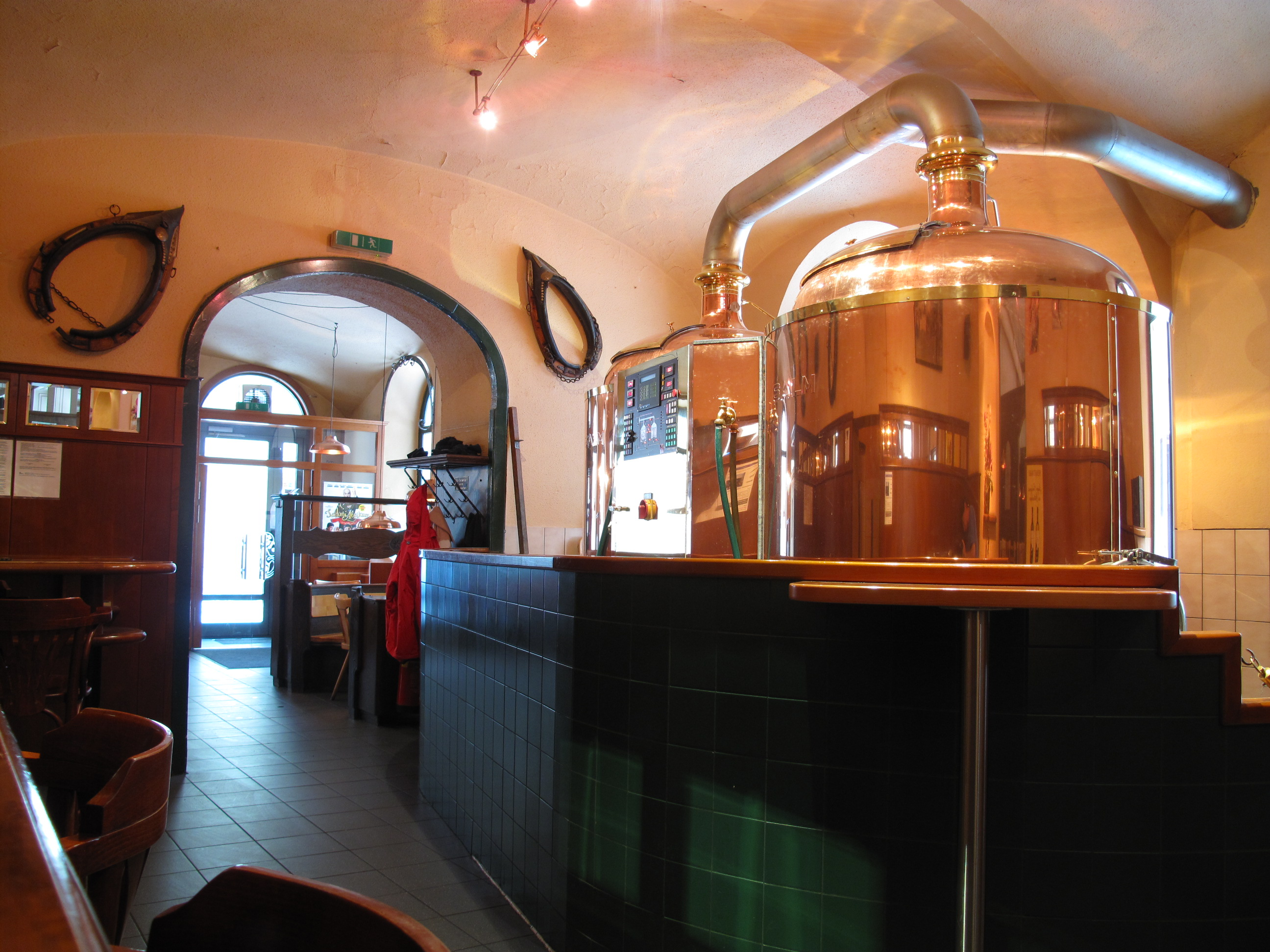
Wieden Bräu w Wiedniu

Browar restauracyjny, minibrowar – rodzaj browaru, który łączy w sobie cechy niewielkiego rzemieślniczego zakładu piwowarskiego z lokalem gastronomicznym.

## Historia
Browary restauracyjne nawiązują do tradycji powszechnych w Europie od średniowiecza karczm i pubów, w których warzono piwo.
W XIX wieku w związku z rewolucją przemysłową lokale tego typu straciły rację bytu na rzecz znacznie bardziej wydajnych browarów przemysłowych. Ostały się jednak w niektórych krajach europejskich o bogatych tradycjach piwowarskich (Belgia, Niemcy, Wielka Brytania).
Renesans na browary restauracyjne nastąpił w drugiej połowie XX wieku. Modę na ich zakładanie rozpowszechnili Brytyjczycy, Niemcy i Amerykanie.
W Polsce po upadku komunizmu pierwszym browarem restauracyjnym był otwarty w 1992 roku Browar Spiż we Wrocławiu.

## Charakterystyka
Browar restauracyjny jest częścią restauracji, która w ramach usług gastronomicznych oferuje również wytworzone na miejscu piwo. Moce wytwórcze takiego zakładu nie przekraczają zwykle kilku tysięcy hektolitrów rocznie. Browar taki nie prowadzi zwykle dystrybucji swoich produktów poza posiadany lokal przyzakładowy lub powiązane z nim kluby, hotele, piwiarnie, restauracje.
Naczynia warzelni w minibrowarze są często wyeksponowane na głównej sali restauracji. Dzięki temu Zacieranie i gotowanie brzeczki odbywa się na oczach klientów. Fermentacja, leżakowanie i magazynowanie piwa ma miejsce natomiast na zapleczu, gdzie są wydzielone specjalne pomieszczenia na przechowywanie surowców, na zbiorniki i na agregaty chłodnicze.
Wytwarzane w tego typu browarze piwo jest zwykle niepasteryzowane i niefiltrowane. Bardzo często minibrowary serwują swoim klientom kilka różnych gatunków piwa, do którego przygotowywane są zestawy odpowiednich potraw, przystawek lub przekąsek.

## Browary restauracyjne w Polsce

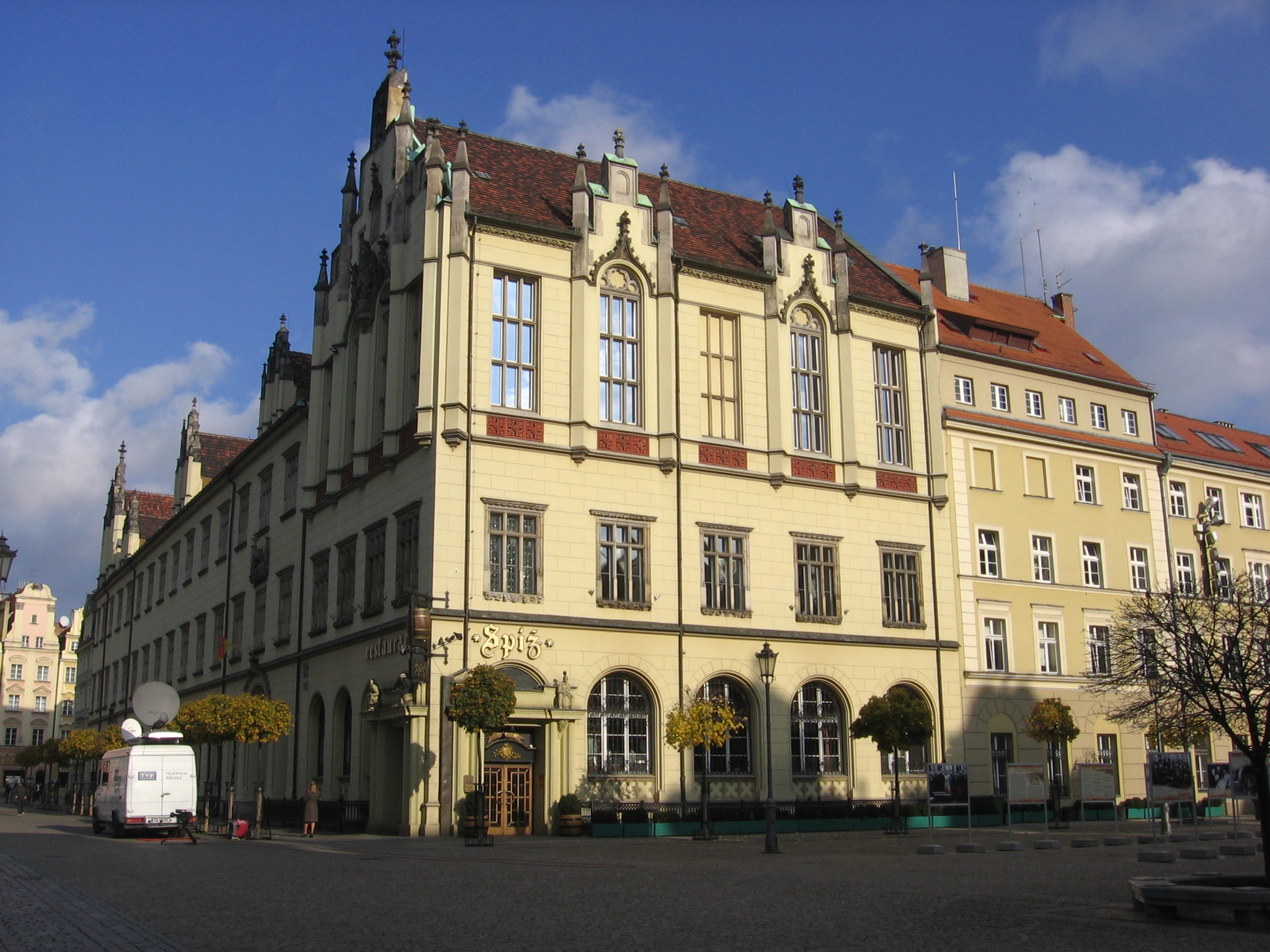
Browar Spiż we Wrocławiu

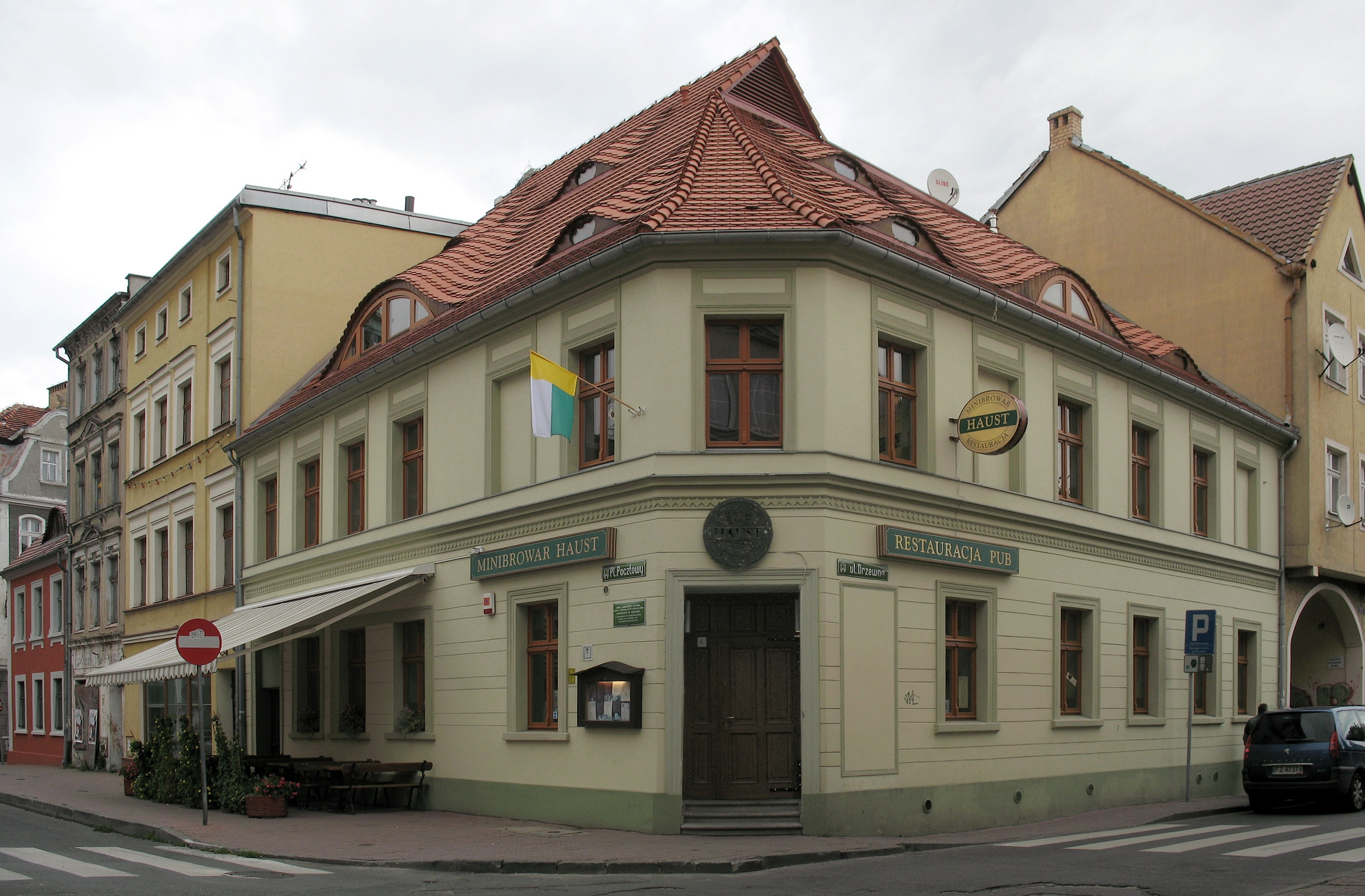
Browar Haust w Zielonej Górze